# 德雷克塞爾 (北卡羅萊納州)
德雷克塞爾（英語：Drexel）是一個位於美國北卡羅萊納州伯克縣的城鎮。

## 人口
根據2020年美國人口普查的數據，德雷克塞爾的面積為3.58平方千米，皆為陸地。當地共有人口1760人，而人口密度為每平方千米492人。